# Ludwig Kargl
Ludwig Kargl (* 1. November 1846 in Wien; † 18. Dezember 1875 in Zürich; aus Wien) war ein Österreichischer Hochschullehrer für Mechanik und Maschinenlehre.

## Leben
Ludwig Kargl war der Sohn des Beamten Johann und der Marie (Nachname unbekannt). 1874 heiratete er Amalia Grüninger (geboren in Zürich). Von 1864 bis 1867 studierte er am Eidgenössischen Polytechnikum Zürich und erhielt 1867 das Diplom als Maschineningenieur (Dipl. Masch.-Ing.). Von 1867 bis 1870 hatte er eine Anstellung in den Werkstätten der Nordostbahn, einer Maschinenfabrik in Wien und der Ruston’schen Maschinenfabrik in Prag. Er habilitierte sich im Jahre 1870 und arbeitete anschliessend bis 1872 als Assistent. Von 1872 bis 1875 war er Professor für Geostatik, technische Mechanik und Maschinenlehre am Eidgenössischen Polytechnikum Zürich.
Er untersuchte die Mechanik des Fluges und die Regulatoren.